# Goles en contra
Goles en contra es una serie de televisión web colombiana de drama, suspenso y deportes producida por Dynamo para Netflix. La serie cuenta la historia del futbolista colombiano Andrés Escobar y los jugadores de la selección de fútbol de Colombia, en las difíciles decisiones que tuvieron que tomar en cada partido.
Está protagonizada por Juan Pablo Urrego, John Alex Castillo, Laura Archbold y Fernando Bocanegra, junto a un extenso reparto coral.
La serie se estrenó el 2 de noviembre de 2022.

## Sinopsis
Narra la complicada relación de varios de los jugadores de la selección colombiana con el narcotráfico, que culminó con el autogol y asesinato de uno de los defensas más queridos del mundo.

## Reparto
- Juan Pablo Urrego como Andrés Escobar
- John Alex Castillo como Francisco Maturana
- Laura Archbold como Pamela Cascardo, novia de Andrés Escobar.
- Fernando Bocanegra como Hernán Darío "Bolillo" Gómez
- Brian Vélez como Enrique "Quique" Vélez
- Patricia Tamayo como Leonor Aparicio
- Andrés Mauricio Pizarro como René Higuita
- Brayan Andrés Arboleda como Leonel Álvarez
- Mauricio Mejía como Pablo Escobar
- Hector Mejía como John Jairo "Pirula"
- Julio Pachón como Octavio Agudelo
- Laura Osma como Clara